# Night of Champions (2014)
Night of Champions (2014) — восьмое по счёту шоу Night of Champions, PPV-шоу производства американского рестлинг-промоушна WWE. Шоу прошло 21 сентября 2014 года на «Бриджстоун-арена» в Нашвилле, Теннесси, США.

## Создание
Night of Champions (2014) является pay-per-view-шоу промоушена WWE, в котором рестлеры участвуют в различных фьюдах и сюжетных линиях. Рестлеры олицетворяют собою злодеев или героев на ринге. Фьюды проходят таким путём, что сначала, на рядовых эпизодах, обстановка накаляется, а уже на самих праздниках рестлинга тот или иной фьюд как правило подходит к своему логическому завершению.
Билеты на это шоу поступили в продажу в конце июня 2014 года.

## Предыстория
На PPV SummerSlam Брок Леснар победил Джона Сину и стал новым Чемпионом мира в тяжёлом весе WWE. На Main Event от 19 августа главный операционный директор Игрок объявил, что Леснар будет защищать свой титул против Сины на PPV Night of Champions.
На Raw от 25 августа Сезаро победил Роба Ван Дама и стал претендентом № 1 на титул Чемпиона Соединённых Штатов WWE. 29 августа на официальном сайте WWE появилась информация, что на PPV Night of Champions Чемпион Соединённых Штатов WWE Шеймус будет защищать титул от Сезаро.
На PPV SummerSlam Дольф Зигглер победил Миза и стал новым Интерконтинентальным чемпионом WWE. На Raw от 18 августа Миз победил Зигглера по отсчёту в матче-реванше за титул. На Main Event от 2 сентября было объявлено, что Дольф Зигглер будет защищать свой титул против Миза на PPV Night of Champions.
На PPV SummerSlam Пэйдж победила Эй Джей Ли и стала новой Чемпионкой Див. На Raw от 1 сентября Стефани Макмэн объявила Никки Беллу новой претенденткой на титул, но была прервана Эй Джей Ли, которая напомнила Стефани о её возможном матче-реванше. На SmackDown! от 5 сентября Стефани Макмэн объявила, что на PPV Night of Champions состоится матч «Тройная угроза» между Пейдж, Эй Джей и Никки Беллой за титул Чемпионки Див.
На Raw от 18 августа Русев и Лана праздновали победу над Джеком Сваггером и Зебом Кольтером на PPV SummerSlam, но были прерваны Марком Хенри. На Raw от 1 сентября Марк Хенри и Биг Шоу победили Эрика Роуэна и Люка Харпера по дисквалификации после того, как Русев атаковал Хенри. На SmackDown! от 5 сентября Марк Хенри бросил вызов Русеву на PPV Night of Champions, на что Лана от лица своего клиента дала согласие.
На Raw от 18 августа Голдаст и Стардаст победили Братьев Усо (Джимми и Джей) в нетитульном поединке. На Raw от 25 августа Голдаст и Стардаст одолели Братьев Усо в титульном матче по отсчёту. После матча Голдаст и Стардаст напали на Братьев Усо. На Raw от 1 сентября Голдаст и Стардаст вновь атаковали Братьев Усо и травмировали ногу Джею Усо. 8 сентября на официальном сайте WWE появилась информация, что Братья Усо будут защищать титул Командных чемпионов WWE против Голдаста и Стардаста на PPV Night of Champions.
На Raw от 1 сентября Крис Джерико оскорбил Рэнди Ортона на своем шоу Highlight Reel. На Raw от 8 сентября Ортон напал на Джерико в тренировочной комнате WWE в то время, когда Джерико осматривали врачи после его матча в стальной клетке против Брэя Уайатта. 9 сентября на официальном сайте WWE появилась информация, что Джерико столкнется с Ортоном в одиночном матче на PPV Night of Champions.
На Raw от 25 августа Роман Рейнс напал на Сета Роллинса и Кейна во время надгробной речи по Дину Эмброусу и тем же вечером победил Роллинса и Кейна по дисквалификации в гандикап-матче. На Raw от 8 сентября Роллинс и Кейн атаковали Рейнса во время его матча против Рэнди Ортона. 9 сентября на официальном сайте WWE появилась информация, что Рейнс сразится с Роллинсом в одиночном матче на PPV Night of Champions. Но 20 сентября у Рейнса диагностировали осложнение грыжи, потребовавшее хирургического вмешательства. Срочно была проведена операция. 20 сентября на официальном сайте WWE появилась информация, что Рейнс не сможет сразиться с Сетом Роллинсом на PPV Night of Champions.
На PPV Night of Champions Kickoff состоится возвращение Кристиана и его шоу Peep, гостем которого станет Крис Джерико.

## Матчи
| №                                | Матч                                                                      | Тип матча                                                  | Время |
| -------------------------------- | ------------------------------------------------------------------------- | ---------------------------------------------------------- | ----- |
| 1                                | Голдаст и Стардаст победили Братьев Усо (Джимми и Джей) (с)               | Командный матч за титул Командных чемпионов WWE            | 12:47 |
| 2                                | Шеймус (с) победил Сезаро                                                 | Одиночный матч за титул Чемпиона Соединённых Штатов WWE    | 13:06 |
| 3                                | Миз (с Дэмиеном Миздоу) победил Дольфа Зигглера (c) (с Р-Зигглером)       | Одиночный матч за титул Интерконтинентального чемпиона WWE | 08:25 |
| 4                                | Сет Роллинс победил Романа Рейнса из-за неявки противника                 | Одиночный матч                                             | 0:10  |
| 5                                | Русев (с Ланой) победил Марка Хенри по болевому                           | Одиночный матч                                             | 07:20 |
| 6                                | Рэнди Ортон победил Криса Джерико                                         | Одиночный матч                                             | 16:23 |
| 7                                | Эй Джей Ли победила Пэйдж (c) и Никки Беллу по болевому                   | Матч «Тройная угроза» за титул Чемпионки Див               | 08:41 |
| 8                                | Джон Сина победил Брока Леснара (c) (с Полом Хейманом) по дисквалификации | Одиночный матч за титул Чемпиона мира в тяжёлом весе WWE   | 14:21 |
| (c) — чемпион на момент поединка |                                                                           |                                                            |       |